# ریچارد آبگ
ریچارد آبگ (انگلیسی: Richard Abegg؛ زاده ۹ ژانویهٔ ۱۸۶۹ – درگذشته ۳ آوریل ۱۹۱۰) یک دانشمند شیمی‌دان اهل آلمان بود.